# Zaļo un Zemnieku savienība
Zaļo un Zemnieku savienība (ZZS; deutsch Bündnis der Grünen und Bauern) ist eine politische Vereinigung des Bauernverbands Lettlands und der Lettischen Sozialdemokratischen Arbeiterpartei.
Die Vereinigung setzte sich ursprünglich aus dem Bauernverband Lettlands (lettisch Latvijas Zemnieku savienība – LZS) und der Grünen Partei Lettlands (lettisch Latvijas Zaļā partija – LZP) zusammen. Außerdem arbeiteten noch zwei lokale Parteien, die Liepājas partija (LP) und Latvijai un Ventspilij (LV), mit dem Bündnis zusammen. Im Jahr 2022 beendeten LZP und LP die Mitarbeit im Bündnis, das stattdessen die außerparlamentarische Lettische Sozialdemokratische Arbeiterpartei aufnahm.
Mit Māris Kučinskis (LP) als Ministerpräsident und Raimonds Vējonis (LZP) als Präsident besetzte das Bündnis von 2016 bis 2019 parallel die beiden höchsten Staatsämter in Lettland.

## Programmatik
Die Politik des ZZS ist eine Kombination der Politik des LZS, einer klassischen nordischen Bauernpartei, mit der grünen Ideologie der LZP. Zum Beispiel setzt es sich für kleinteilige Landwirtschaft ein, die auch ökologisch als sinnvoller gesehen wird. Das Bündnis ist leicht skeptisch gegenüber der EU. Es lehnt die Mitgliedschaft Lettlands in der EU nicht ab, positionierte sich aber gegen die Einführung des Euro in Lettland. Das ZZS lehnt außerdem Erleichterungen bei der Einbürgerung sowie das kommunale Wahlrecht von Ausländern ab.

## Internationale Verbindungen
Während die LZP Mitglied der Europäischen Grünen Partei und der Global Greens ist, gehört die LZS keiner internationalen Parteienvereinigung an. Im Europaparlament schloss sich die bisher einzige Abgeordnete Iveta Grigule (LZS) nach der Wahl 2014 der EU-kritischen Fraktion Europa der Freiheit und der direkten Demokratie an. Sie verließ diese jedoch bereits im Oktober 2014 und trat im April 2015 der liberalen ALDE-Fraktion bei.

## Wahlergebnisse
| Jahr | Stimmen | Anteil | Mandate  | Platz |
| ---- | ------- | ------ | -------- | ----- |
| 2002 | 93.759  | 9,5 %  | 12/100 1 | 5.    |
| 2006 | 151.595 | 16,8 % | 18/100 2 | 2.    |
| 2010 | 190.025 | 20,1 % | 22/100 3 | 2.    |
| 2011 | 111.955 | 12,2 % | 13/100 4 | 5.    |
| 2014 | 176.922 | 19,7 % | 21/100 5 | 3.    |
| 2018 | 83.675  | 9,9 %  | 11/100 6 | 6.    |
| 2022 | 113.676 | 12,4 % | 16/100 7 | 2.    |

| Jahr | Stimmen | Anteil | Mandate | Platz |
| ---- | ------- | ------ | ------- | ----- |
| 2004 | 24.405  | 4,3 %  | 0/9     | 8.    |
| 2009 | 29.463  | 3,7 %  | 0/8     | 10.   |
| 2014 | 36.637  | 8,3 %  | 1/8 8   | 4.    |
| 2019 | 25.252  | 5,3 %  | 0/8     | 6.    |
| 2024 | 11.849  | 2,3 %  | 0/8     | 9.    |